# Katja Wirth
Katja Wirth (ur. 2 kwietnia 1980 w Bezau) – austriacka narciarka alpejska, brązowa medalistka mistrzostw świata juniorów.

## Kariera
Po raz pierwszy na arenie międzynarodowej pojawiła się 5 grudnia 1995 roku w Abtenau, gdzie w zawodach FIS Race zajęła 42. miejsce w gigancie. W 1998 roku wystartowała na mistrzostwach świata juniorów w Megève, gdzie zajęła 5. miejsce w supergigancie, 15. w zjeździe, 26. w slalomie i 48. w gigancie. Jeszcze dwukrotnie startowała na imprezach tego cyklu, zdobywając brązowy medal w kombinacji podczas mistrzostw świata juniorów w Québecu w 2000 roku. Na tej samej imprezie była też piąta w zjeździe.
W zawodach Pucharu Świata zadebiutowała 5 stycznia 2000 roku w Mariborze, gdzie nie zakwalifikowała się do drugiego przejazdu w gigancie. Pierwsze pucharowe punkty wywalczyła 2 marca 2002 roku w Lenzerheide, zajmując 28. miejsce w zjeździe. Na podium zawodów PŚ jedyny raz stanęła 1 marca 2003 roku w Innsbrucku, kończąc zjazd na drugiej pozycji. W zawodach tych rozdzieliła swą rodaczkę, Michaelę Dorfmeister i Niemkę Hilde Gerg. W sezonie 2004/2005 zajęła 31. miejsce w klasyfikacji generalnej.
Wystartowała w zjeździe na mistrzostwach świata w Santa Caterina w 2005 roku, jednak nie ukończyła rywalizacji. Nigdy nie wystąpiła na igrzyskach olimpijskich.
Jej brat Patrick również uprawiał narciarstwo alpejskie.

## Osiągnięcia

### Mistrzostwa świata
| Miejsce | Dzień    | Rok  | Miejscowość    | Konkurencja | Czas biegu | Strata | Zwyciężczyni    |
| ------- | -------- | ---- | -------------- | ----------- | ---------- | ------ | --------------- |
| DNF     | 6 lutego | 2005 | Santa Caterina | Zjazd       | 1:39,90    | -      | Janica Kostelić |

### Mistrzostwa świata juniorów
| Miejsce | Dzień     | Rok  | Miejscowość | Konkurencja | Czas biegu | Strata | Zwyciężczyni         |
| ------- | --------- | ---- | ----------- | ----------- | ---------- | ------ | -------------------- |
| 16.     | 26 lutego | 1998 | Megève      | Zjazd       | 1:24,41    | +1,55  | Martina Lechner      |
| 5.      | 27 lutego | 1998 | Megève      | Supergigant | 1:06,08    | +0,49  | Martina Lechner      |
| 26.     | 28 lutego | 1998 | Megève      | Slalom      | 1:26,48    | +6,24  | Stefanie Wolf        |
| 48.     | 1 marca   | 1998 | Megève      | Gigant      | 1:54,35    | +6,41  | Anja Pärson          |
| DNF1    | 9 marca   | 1999 | Pra Loup    | Slalom      | 1:46,62    | -      | Anja Pärson          |
| 9.      | 10 marca  | 1999 | Pra Loup    | Gigant      | 1:53,82    | +3,13  | Denise Karbon        |
| 10.     | 13 marca  | 1999 | Pra Loup    | Zjazd       | 1:11,09    | +1,19  | Kerstin Reisenhofer  |
| 5.      | 21 lutego | 2000 | Québec      | Zjazd       | 1:13,47    | +0,34  | Fränzi Aufdenblatten |
| DNF     | 22 lutego | 2000 | Québec      | Supergigant | 1:18,79    | -      | Kathrin Wilhelm      |
| 13.     | 25 lutego | 2000 | Québec      | Gigant      | 1:55,08    | 2,97   | Anja Pärson          |
| 10.     | 26 lutego | 2000 | Québec      | Slalom      | 1:50,79    | +3,61  | Anja Pärson          |
| 3.      | 26 lutego | 2000 | Québec      | Kombinacja  | 32,13 pkt  | ?      | Anja Pärson          |

### Puchar Świata

#### Miejsca w klasyfikacji generalnej
- sezon 2001/2002: 117.
- sezon 2002/2003: 50.
- sezon 2003/2004: 39.
- sezon 2004/2005: 31.
- sezon 2005/2006: 52.
- sezon 2006/2007: 83.

#### Miejsca na podium
1. Innsbruck – 1 marca 2003 (zjazd) – 2. miejsce